# IC 4571
IC 4571 ist eine Balken-Spiralgalaxie vom Hubble-Typ SbB im Sternbild Südliches Dreieck am Südsternhimmel. Sie ist schätzungsweise 213 Millionen Lichtjahre von der Milchstraße entfernt. 
Das Objekt wurde am 19. Juli 1900 von DeLisle Stewart entdeckt.